# 祖博夫灣
祖博夫灣是南極洲的海灣，位於葛拉漢地，寬4公里，該海灣由阿根廷政府繪入地圖，以蘇聯的海洋學家命名，現時由南極條約體系管理。
65°42′S 65°52′W / 65.700°S 65.867°W